# Heteromyza rotundicornis
Heteromyza rotundicornis är en tvåvingeart som först beskrevs av Zetterstedt 1846. Enligt Catalogue of Life ingår Heteromyza rotundicornis i släktet Heteromyza och familjen Heteromyzidae, men enligt Dyntaxa är tillhörigheten istället släktet Heteromyza och familjen myllflugor. Arten är reproducerande i Sverige. Inga underarter finns listade i Catalogue of Life.